# オーダンタプリ
オーダンタプリ（またはウッダンダプラとも呼ばれる、Odantapuri）は、現在のインドのビハール州ビハール・シャリフにあった著名な仏教大僧院（マハーヴィハーラ）である。

## 解説
8世紀にパーラの統治者ゴーパーラ1世によって設立されたと考えられている。これはインドの大僧院の中でナーランダに次いで2番目に古いと考えられており、マガダにあった。 
碑文の証拠はこの僧院がブッダガヤの金剛座主（ピティパティ）のような地元の仏教王によって支援されたことを示している。この僧院（ヴィハーラ）は、1100年代後半にトルコ系イスラム教徒の侵略者であるムハンマド・バフティヤール・ハルジーがビハール州とその隣接地域を複数回襲撃した際に滅んだ。

## 位置と名称
1878年の報告でジョセフ・デイビッド・ベグラーはビハール市（ビハール・シャリフ）をオーダンタプリと特定した。この都市はかつてビハール・ダンディまたはダンド・ビハールと呼ばれていました。これはダンドプール・ビハールの略称である。
このダンドプール・ビハールは由来するウッダンダプラ・ヴィハーラが本来の呼称と予測される。なぜなら、背面にウッダンダプラの名前を記した奉納碑文が刻まれた、女神パールヴァティーの小さな真鍮像と台座の碑文がビハール・シャリフで発見されたからである。
また、宋代の中国僧による旅行記に「烏嶺頭(wū-lǐng-tóu)あるいは烏巓頭(wū-diān-tóu)」と書かれているものもあり、オーダンタプリと記述されることの多いチベット文献でも、11世紀の翻訳文献でウトランダプリと記述するものもある。
オーダンタプリとされるのは、チベットではウディヤーナがオギェン、オデヤンなどと訛るのと同じで、ウがオに音韻変化するからと予想される。現在、学者はウッダンダプラと認識する方が多いようだが、一般にはまだオーダンタプリと認識されることが多いようなので、ここでは以降オーダンタプリを用いる。
以上のような碑文と地元の伝統や文学的証拠に基づいて、ビハール・シャリフの現代の町はオーダンタプリの古代遺跡に建設されたと考えられている。
オーダンタプリの位置について、チャンドラ・ダスは、18世紀のモンゴル僧でインドを訪れたことのないスンパ・ケンポの記述によって「現代のベハルの町近くの丘の上に建てられた」と考えた。しかし、20世紀初頭のチベット僧でインドを実見したゲンドゥン・チューペルは次のように述べている。「パトナからラージギールまでの鉄道路線に、ビハール・シャリフという駅がある。駅に着いて西を見ると低い塚が見える。ここにオーダンタプリ僧院の遺跡があると言われる。」
これはおそらく、巨大な塚そのものであるビハール・シャリフのガドパルという地域への言及であると考えられる。パーラ時代の多数の彫刻といくつかの部分的なレンガ構造がこの墳丘から時々報告されている。
ガドパルの周囲には、広い堀に囲まれた古代の砦の遺跡があり、ブキャナン・ハミルトンが1812年にこの場所を訪れるまでその姿が見えていた。ハミルトンによると、マガ・ラジャ（マガダ王）によって建てられ、12世紀にイスラム教徒によって破壊された。この砦はオーダンタプリ大学の一部であったと考えられている。
長年にわたって、民事裁判所やナーランダ僧院などの多くの民間および自治体の建物がその上に建設された。1960年代までに、この地域は町自体の一部によって占領され、砦の遺跡はほぼ完全に消滅した。サルダール・パテール記念大学の原キャンパスもその地域に建てられ、大学とその地域の両方は今でも古代の大学の名前にちなんで「ウダントプリ」と呼ばれている。
750年にベンガルの王位に就いたパーラ朝の創始者ゴーパーラは、オーダンタプリに修道院大学を設立した。しかし、プトゥンによれば、オーダンタプリ修道院はゴーパーラの息子で後継者のダルマパーラによって建てられたという。一方、ターラナータによれば、それはゴーパーラまたはデーヴァパーラのいずれかによって設立された。
オーダンタプリは、インド東部の五大僧院のネットワークの一部だった。他はナーランダー、ヴィクラマシーラ、ソーマプラ、ジャガッダラであった。パーラ朝では、ヴィクラマシーラが主要な修道院であった。そしてヴィクラマシーラとオーダンタプリへの国家資金はナーランダに与えられた金額をはるかに上回っていた。その結果、11世紀頃、ナーランダーが生き残りをかけて奮闘していた一方で、オーダンタプリにはパーラ朝の後援を受けて繁栄したライバル機関があった。
ターラナータはマハーパーラと呼ばれる王について言及しており、彼はマヒーパーラの息子であり、主にオーダンタプリの声聞を讃え、500人の僧侶と50人の教師を維持していたという。オーダンタプリの別館として、彼はウルヴァサと呼ばれる僧院を建設し、500人の「声聞センダパ」（上座部の声聞サインダヴァまたはシンハラ島声聞）に生計と宿泊施設を提供した。彼はヴィクラマシーラがその地位を維持することを許可しながらも、ウルヴァサを大きな崇拝の中心地にした。
ターラナータによれば、ラーマパーラの治世中、オーダンタプリには50人の教師とともに「小乗と大乗の両方に属する1,000人の僧侶が常住していた。時には12,000人の僧侶が集まることもあった」という。
オーダンタプリ僧院の図書館は、金剛座（ブッダガヤ）やナーランダー僧院の図書館よりも多くのバラモン教と仏教の著作の膨大なコレクションが収められていた。西暦12世紀末頃にハルジー軍が修道院を略奪した際、ムハンマド・バフティヤール・ハルジーの将軍の一人の命令で焼き払われた。虐殺で生き残った僧侶たちはネパールやチベットへ亡命した。